# Дискография Little Big
Дискография российской панк-поп-рэйв-группы Little Big включает в себя четыре студийных альбома и пять мини-альбомов.

## История
В 2013 году Little Big начинают запись своей первой пластинки. Дебютный альбом группы With Russia From Love был выпущен 15 марта 2014 года и включал в себя пять синглов: «Everyday I’m Drinking», «We Will Push A Button», «Life In Da Trash», «Russian Hooligans» и «With Russia From Love».
Второй альбом Funeral Rave группа представила 21 декабря 2015. Он занял 8-е место в чарте российского iTunes за 52-ю неделю 2015 года и пятое — в Google Play. Пластинка включала три сингла: «Dead Unicorn», «Kind Inside, Hard Outside» и «Give Me Your Money» (при уч. Tommy Cash).
В начале 2017 года вышел сингл Tatarka в дуэте с Little Big — «U Can Take».
31 марта 2017 года, накануне своего четырёхлетия, группа выпустила свой первый мини-альбом — Rave On и одноимённый клип. 25 августа 2017 года вышел совместный трек «Nightlife» с немецкой электроникор-группой Eskimo Callboy.
8 мая 2018 года группа выпустила первую часть третьего альбома Antipositive и клип «Punks Not Dead», 5 октября — вторую часть альбома Antipositive и новый клип «Skibidi». Фронтмен коллектива Илья Прусикин в своём видеоблоге отметил, что альбом Antipositive был разделен по техническим причинам: выход первой части был приурочен к весеннем европейскому туру 2018 года, а публикация второй — к началу осеннего тура по России.
«Насчёт альбома Little Big. Мы решили выпускать его [Antipositive] в двух частях. Первая часть выйдет в конце апреля — начале мая, перед европейским туром. А вторая часть выйдет перед российским туром, то есть в конце сентября — начале октября. Мы это сделали, чтобы сделать вам [слушателям] какой-то подгон. Если мы выпустим сразу весь альбом в мае и поедем через полгода в тур [по России] с презентацией альбома, то это уже будет как-то не круто. То есть: в Европе мы презентуем первую часть, а в России мы презентуем первую и вторую части», — сообщил Прусикин.
В декабре 2018 совместно с Сергеем Жуковым группой был выпущен клип «Слэмятся пацаны». В феврале 2019 года сингл группы «Skibidi» получил платиновый статус, а музыкальное видео попало в список ста самых просматриваемых русскоязычных видео на YouTube.
15 ноября 2019 года группа выпустила мини-альбом Go Bananas, в который вошло 5 песен, включая вышедший до этого сингл «Rock-Paper-Scissors».
В 2021 году коллектив выпустил сразу два мини-альбома. Первым стал сборник Covers с перепевками известных композиций таких групп как Backstreet Boys, Ramones, Aqua, Ricchi e Poveri и певицы Надежды Кадышевой. Вторым — EP Welcome To The Internet, записанный совместно с американским певцом Оливером Три.
26 апреля 2024 года состоялся релиз альбома Lobster Popstar, выход которого откладывался в течение двух лет из-за переезда Little Big в США. По подсчётам коллектива, в общей сложности подготовка альбома Lobster Popstar заняла четыре года.

## Студийные альбомы
| Название              | Информация                                                                          |
| --------------------- | ----------------------------------------------------------------------------------- |
| With Russia From Love | - Релиз: 15 марта 2014 - Лейбл: Little Big - Формат: CD, Цифровая дистрибуция       |
| Funeral Rave          | - Релиз: 21 декабря 2015 - Лейбл: Little Big - Формат: CD, Цифровая дистрибуция     |
| Antipositive, Pt. 1   | - Релиз: 8 мая 2018 - Лейбл: LB Family - Формат: Цифровая дистрибуция               |
| Antipositive, Pt. 2   | - Релиз: 5 октября 2018 - Лейбл: Warner Music Russia - Формат: Цифровая дистрибуция |
| Lobster Popstar       | - Релиз: 26 апреля 2024 - Лейбл: Little Big - Формат: Цифровая дистрибуция          |

## Мини-альбомы
- 2017 — Rave On
- 2019 — Skibidi[30]
- 2019 — Go Bananas
- 2021 — Covers
- 2021 — Welcome To The Internet (совместно с Oliver Tree)

## Синглы
| Название                                                                                 | Год  | Высшая позиция в чартах | Высшая позиция в чартах | Высшая позиция в чартах | Высшая позиция в чартах | Высшая позиция в чартах | Высшая позиция в чартах | Альбом                  |
| Название                                                                                 | Год  | RUS                     | EST                     | HUN                     | LIT                     | SCO                     | UK Down.                | Альбом                  |
| ---------------------------------------------------------------------------------------- | ---- | ----------------------- | ----------------------- | ----------------------- | ----------------------- | ----------------------- | ----------------------- | ----------------------- |
| «Everyday I’m Drinking»                                                                  | 2013 | —                       | —                       | —                       | —                       | —                       | —                       | With Russia From Love   |
| «We Will Push the Button»                                                                | 2013 | —                       | —                       | —                       | —                       | —                       | —                       | With Russia From Love   |
| «Russian Hooligans»                                                                      | 2013 | —                       | —                       | —                       | —                       | —                       | —                       | With Russia From Love   |
| «Life in Da Trash»                                                                       | 2013 | —                       | —                       | —                       | —                       | —                       | —                       | With Russia From Love   |
| «With Russia From Love»                                                                  | 2014 | —                       | —                       | —                       | —                       | —                       | —                       | With Russia From Love   |
| «Dead Unicorn»                                                                           | 2014 | —                       | —                       | —                       | —                       | —                       | —                       | Funeral Rave            |
| «Kind Inside, Hard Outside»                                                              | 2015 | —                       | —                       | —                       | —                       | —                       | —                       | Funeral Rave            |
| «Give Me Your Money» (при участии Tommy Cash)                                            | 2015 | —                       | —                       | —                       | —                       | —                       | —                       | Funeral Rave            |
| «U Can Take» (Tatarka при участии Little Big)                                            | 2017 | —                       | —                       | —                       | —                       | —                       | —                       | Внеальбомный сингл      |
| «Lolly Bomb»                                                                             | 2017 | —                       | —                       | —                       | —                       | —                       | —                       | Antipositive, Pt. 1     |
| «Слэмятся пацаны» (совместно с Руки Вверх!)                                              | 2018 | —                       | —                       | —                       | —                       | —                       | —                       | Внеальбомные синглы     |
| «Rave In Peace (In Memory of Keith Flint)»                                               | 2019 | —                       | —                       | —                       | —                       | —                       | —                       | Внеальбомные синглы     |
| «I’m OK»                                                                                 | 2019 | —                       | —                       | —                       | —                       | —                       | —                       | Внеальбомные синглы     |
| «Arriba» (совместно с Tatarka при участии Clean Bandit)                                  | 2019 | —                       | —                       | —                       | —                       | —                       | —                       | Внеальбомные синглы     |
| «Rock-Paper-Scissors»                                                                    | 2019 | —                       | —                       | —                       | —                       | —                       | —                       | Go Bananas              |
| «Uno»                                                                                    | 2020 | 1                       | 9                       | 21                      | 33                      | 97                      | 81                      | Внеальбомные синглы     |
| «Hypnodancer»                                                                            | 2020 | 2                       | —                       | —                       | —                       | —                       | —                       | Внеальбомные синглы     |
| «Tacos»                                                                                  | 2020 | —                       | —                       | —                       | —                       | —                       | —                       | Внеальбомные синглы     |
| «Suck My Dick 2020»                                                                      | 2020 | —                       | —                       | —                       | —                       | —                       | —                       | Внеальбомные синглы     |
| «Sex Machine»                                                                            | 2021 | —                       | —                       | —                       | —                       | —                       | —                       | Внеальбомные синглы     |
| «We are Little Big»                                                                      | 2021 | —                       | —                       | —                       | —                       | —                       | —                       | Внеальбомные синглы     |
| «Moustache» (совместно с Netta)                                                          | 2021 | —                       | —                       | —                       | —                       | —                       | —                       | Внеальбомные синглы     |
| «Turn It Up» (совместно с Tommy Cash и Oliver Tree)                                      | 2021 | —                       | —                       | —                       | —                       | —                       | —                       | Welcome To The Internet |
| «A Lot Of Money» (OST «Крысиные Бега»)                                                   | 2021 | —                       | —                       | —                       | —                       | —                       | —                       | Внеальбомные синглы     |
| «Generation Cancellation»                                                                | 2022 | —                       | —                       | —                       | —                       | —                       | —                       | Внеальбомные синглы     |
| «Pendejo»                                                                                | 2023 |                         |                         |                         |                         |                         |                         | Lobster Popstar         |
| «Flintstones»                                                                            | 2023 |                         |                         |                         |                         |                         |                         | Lobster Popstar         |
| «It Happens» (совместно с bbno$)                                                         | 2023 |                         |                         |                         |                         |                         |                         | Lobster Popstar         |
| «Hardstyle Fish» (совместно с Little Sis Nora)                                           | 2024 |                         |                         |                         |                         |                         |                         | Внеальбомный сингл      |
| «Boobs»                                                                                  | 2024 |                         |                         |                         |                         |                         |                         | Lobster Popstar         |
| «Big Dick (For Your Mom)»                                                                | 2024 |                         |                         |                         |                         |                         |                         | Внеальбомные синглы     |
| «Kurwa»                                                                                  | 2024 |                         |                         |                         |                         |                         |                         | Внеальбомные синглы     |
| «Thcaikovsky»                                                                            | 2025 |                         |                         |                         |                         |                         |                         |                         |
| «Hardcore American Cowboy»                                                               | 2025 |                         |                         |                         |                         |                         |                         |                         |
| «Hearts Accelerating» (совместно с EXVCT)                                                | 2025 |                         |                         |                         |                         |                         |                         |                         |
| «Coco Copter»                                                                            | 2025 |                         |                         |                         |                         |                         |                         |                         |
| «—» обозначает запись, которая не попала в чарт или не была выпущена на этой территории. |      |                         |                         |                         |                         |                         |                         |                         |

## Участие на альбомах
- 2015 — Darktek — «Russia Bitch!» (совместно с Little Big) [«Bad Papa»[41]]
- 2017 — Electric Callboy — «Nightlife» (при участии Little Big) [«The Scene»[42]]
- 2020 — Finch Asozial — «Rave Religion» (при участии Little Big) [«Rave Religion»[43]]
- 2020 — Finch Asozial — «Rave Religion» (при участии Little Big) [«Finchi’s Love Tape»[44]]

## Саундтреки
- 2016 — Танцы. 3 сезон. Официальный саундтрек («Life In Da Trash»)